# 229836 Wladimarinello
229836 Wladimarinello este un asteroid din centura principală de asteroizi.

## Descriere
229836 Wladimarinello este un asteroid din centura principală de asteroizi. A fost descoperit pe 28 august 2009 la Lumezzane de Marco Micheli și Gian Paolo Pizzetti. Asteroidul prezintă o orbită caracterizată de o semiaxă mare de 3,00 ua, o excentricitate de 0,05 și o înclinație de 10,9° în raport cu ecliptica.